# Jaskier trawiasty
Jaskier trawiasty (Ranunculus gramineus L.) – gatunek rośliny z rodziny jaskrowatych (Ranunculaceae Juss.). Występuje naturalnie w południowo-zachodniej części Europy.

## Rozmieszczenie geograficzne
Rośnie naturalnie w Portugalii, Hiszpanii, Francji, Szwajcarii oraz Włoszech (łącznie z Sardynią). Według niektórych źródeł występuje również w Afryce Północnej (w Maroku i Algierii). We Francji rośnie w jej południowej, zachodniej oraz środkowej części – jego północny zasięg sięga aż po departament Orne oraz okolice Paryża. We Włoszech występuje w regionach Piemont, Liguria, Toskania, Marche, Umbria, Lacjum, Abruzja, Kampania oraz Sardynia.

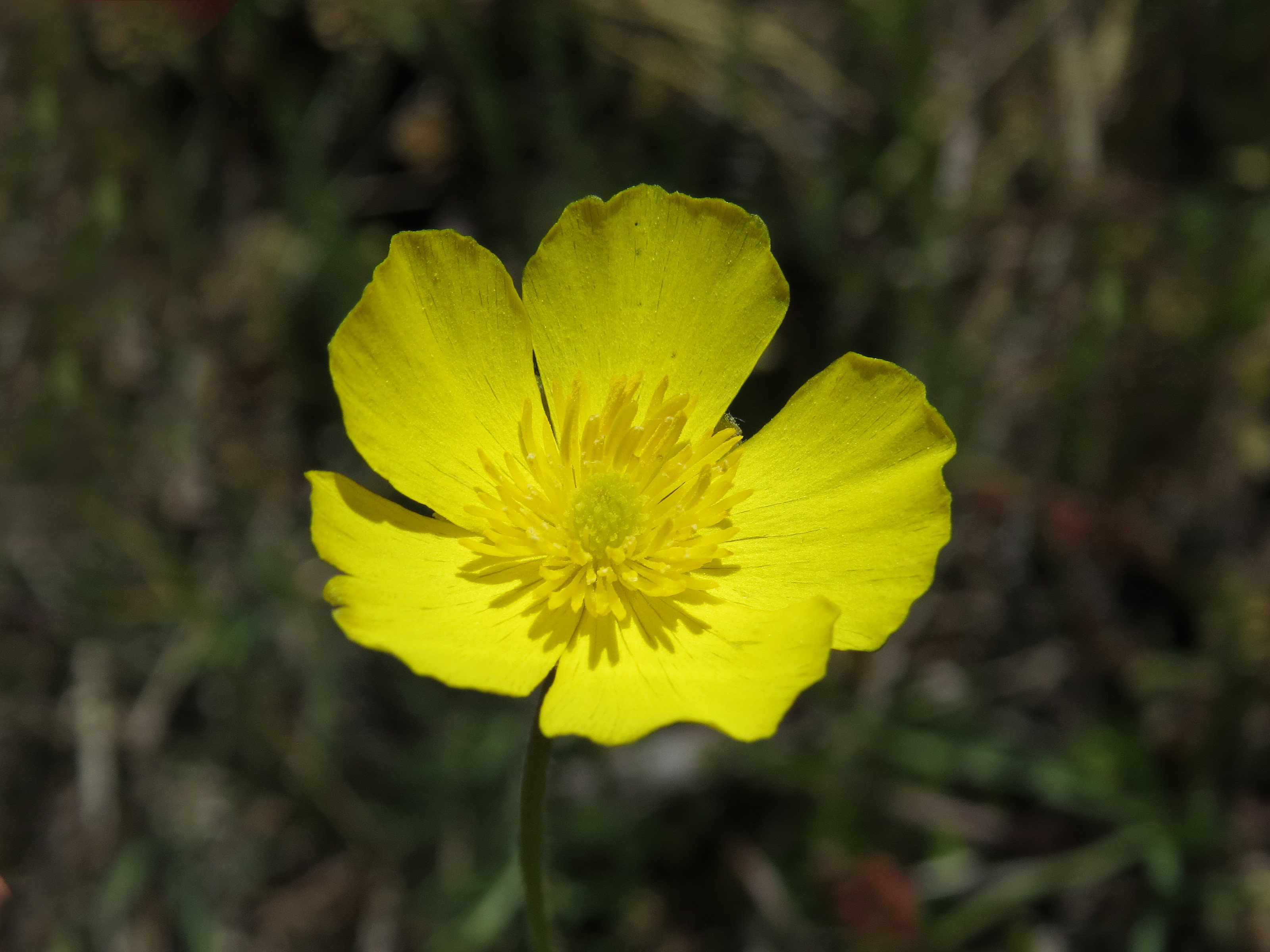
Kwiat

## Morfologia
PokrójBylina o nagich pędach. Pokrój ma wyprostowany, jest prosty, nieco rozgałęziony. Dorasta do 10–40 cm wysokości.
LiścieLiście odziomkowe są ciemnosiwe i podobne do liści traw – mają kształt od równowąskiego do lancetowatego, są całobrzegie. Użyłkowanie jest równoległe. Mierzą 10–20 cm długości. Rośliny mają też od jednego do trzech mniejszych liści łodygowych.
KwiatySą zebrane po kilka w kwiatostanach. Osadzone na długich szypułkach. Dorastają do 18–30 mm średnicy. Mają 5 nagich, wąsko owalnych i zielonkawych działek kielicha, często na brzegach zabarwionych na żółto. Płatków jest 5 jajowato trójkątnych, o złotożółtej barwie. Dno kwiatowe jest nagie. Słupek ma znamię jajowate, jest bezwłosy, opuchnięty, pomarszczony, z krótkim, lekko wygiętym dziobem.
OwoceNagie niełupki, zawierające jedno nasiono.

## Biologia i ekologia
Rośnie na obszarze górskim na suchych łąkach. Występuje na wysokości do 2100 m n.p.m. Kwitnie od kwietnia do czerwca. Preferuje stanowiska w pełnym nasłonecznieniu. Dobrze rośnie na żyznym, wapiennym i dobrze przepuszczalnym podłożu. Lubi gleby o odczynie zasadowym.

## Ochrona
Gatunek nie jest wpisany do Czerwonej księgi gatunków zagrożonych. We Francji znajduje się pod ochroną na poziomie lokalnym – w departamentach Ain, Ariège, Górna Garonna i Pireneje Wysokie oraz w regionach Poitou-Charentes, Île-de-France i Centralnym.